# Hotspot Shield
Hotspot Shield este un VPN format și deținut până în 2019 de AnchorFree Inc. și este astăzi operat de Pango.Hotspot Shield a fost folosit pentru a accesa site-urile blocate în țări ca Libia,Egipt și Tunisia în vremea Primăverii Arabe.

## Uz internațional
În 2012 Hotspot Shield a avut o creștere de folosire în Europa și America din cauza virusului Flashback care a virusat peste 500.000 de mac-uri. De asemenea, a fost folosit și pentru protejarea calculatorului.
1. ↑  Hotspot Shield Free VPN
2. ↑  Hotspot Shield
3. ↑  Hotspot Shield Elite